# Waterpolo al Campionat del Món de natació de 2003
La competició de waterpolo al Campionat del Món de natació de 2003 es realitzà al Club Natació Barcelona, exceptuant la final masculina que es realitzà al Palau Sant Jordi, de Barcelona (Catalunya).

## Resum de medalles
| Event                | Or | Plata | Bronze |
| competició masculina | HongriaTibor Benedek · Péter Biros · Rajmund Fodor · István Gergely · Tamás Kásás · Gergely Kiss · Norbert Madaras · Tamás Molnár · Barnabás Steinmetz · Zoltán Szécsi · Tamás Varga · Zsolt Varga · Attila Vári                         | ItàliaAlberto Angelini · Fabio Bencivenga · Fabrizio Buonocore · Alessandro Calcaterra · Roberto Calcaterra · Maurizio Felugo · Goran Fiorentini · Marco Gerini · Andrea Mangiante · Francesco Postiglione · Bogdan Rath · Carlo Silipo · Stefano Tempesti | Sèrbia i MontenegroAleksandar Ćirić · Vladimir Gojković · Danilo Ikodinović · Viktor Jelenić · Predrag Jokić · Nikola Kuljača · Slobodan Nikić · Aleksandar Šapić · Dejan Savić · Denis Šefik · Vanja Udovičić · Vladimir Vujasinović · Boris Zloković |
| competició femenina  | Estats UnitsNicolle Payne · Heather Petri · Ericka Lorenz · Brenda Villa · Ellen Estes · Natalie Golda · Margaret Dingeldein · Jacqueline Frank · Heather Moody · Robin Beauregard · Amber Stachowski · Gabrielle Domanic · Thalia Munro | ItàliaFrancesca Conti · Martina Miceli · Carmela Allucci · Silvia Bosurgi · Erika Lava · Manuela Zanchi · Tania di Mario · Cinzia Ragusa · Giusy Malato · Alexandra Araujo · Maddalena Musumeci · Melania Grego · Noémi Tóth                               | RússiaValentina Voronisova · Natalya Shepelina · Yekaterina Salimova · Sofia Konoukh · Yelena Smurova · Galina Zlotnikova · Anastassia Zoubkova · Veronika Linkova · Tatiana Petrova · Olga Turova · Ekaterina Shishova · Svetlana Bogdànova           |

## Medaller
| Posició | País                | Or | Plata | Bronze | Total |
| 1       | Estats Units        | 1  | 0     | 0      | 1     |
| 1       | Hongria             | 1  | 0     | 0      | 1     |
| 3       | Itàlia              | 0  | 2     | 0      | 2     |
| 4       | Rússia              | 0  | 0     | 1      | 1     |
| 4       | Sèrbia i Montenegro | 0  | 0     | 1      | 1     |
| Total   | Total               | 2  | 2     | 2      | 6     |